# São Francisco (São Paulo)
São Francisco é um município brasileiro do estado de São Paulo. A cidade tem uma população de 2.793 habitantes (IBGE/2010) e área de 75,6 km².

## História
No dia 3 de maio de 1958 foi fundado o patrimônio de São Francisco, pelo senhor Euphly Jalles, juntamente com o Sr. José Pinheiro Neto (co-fundador), cujo nome foi dado em homenagem a seu pai Francisco Jalles.
O patrimônio fora planejado com o intuito de ser cidade. O dia 3 de maio fora escolhido por ser o dia de santa cruz, cuja manhã foi chuvosa, obrigando o padre a rezar a missa campal sob um guarda-chuva, o homem que segurava o guarda-chuva chamava João Mantovani.
Ali compareceram alguns moradores  que haviam adquirido lotes e construído suas casas por intermédio do Senhor José Pinheiro Neto, o primeiro habitante que tinha a função de administrar o patrimônio e vender os lotes, o qual também exercia a função de prático em farmácia, sendo a sua farmácia a primeira de São Francisco.
Assistiram a missa e presenciaram o ato de fundação os senhores: Antônio Galoni, Juvenal Câmara, Manoel Rocha da Silva, Aloísio Rocha da Silva, Alfredo Buzzo, João Mantovani e muitos outros. nesta data levantou-se o cruzeiro. Ainda neste dia foi lavrada a ata de fundação.
O local onde se realizou a missa estava destinado à futura capela. falou na ocasião Euphly Jalles, esclarecendo os objetivos da fundação e enaltecendo o trabalho até então realizado. frisou que na periferia do patrimônio haveria o loteamento de pequenas propriedades rurais, não devendo ultrapassar a dois alqueires.

### Formação territorial-administrativa
Histórico da formação do município:
- Distrito criado no município de Jales pela Lei nº 5.285, de 18/02/1959.
- Município criado pela Lei nº 8.092, de 28/12/1964.

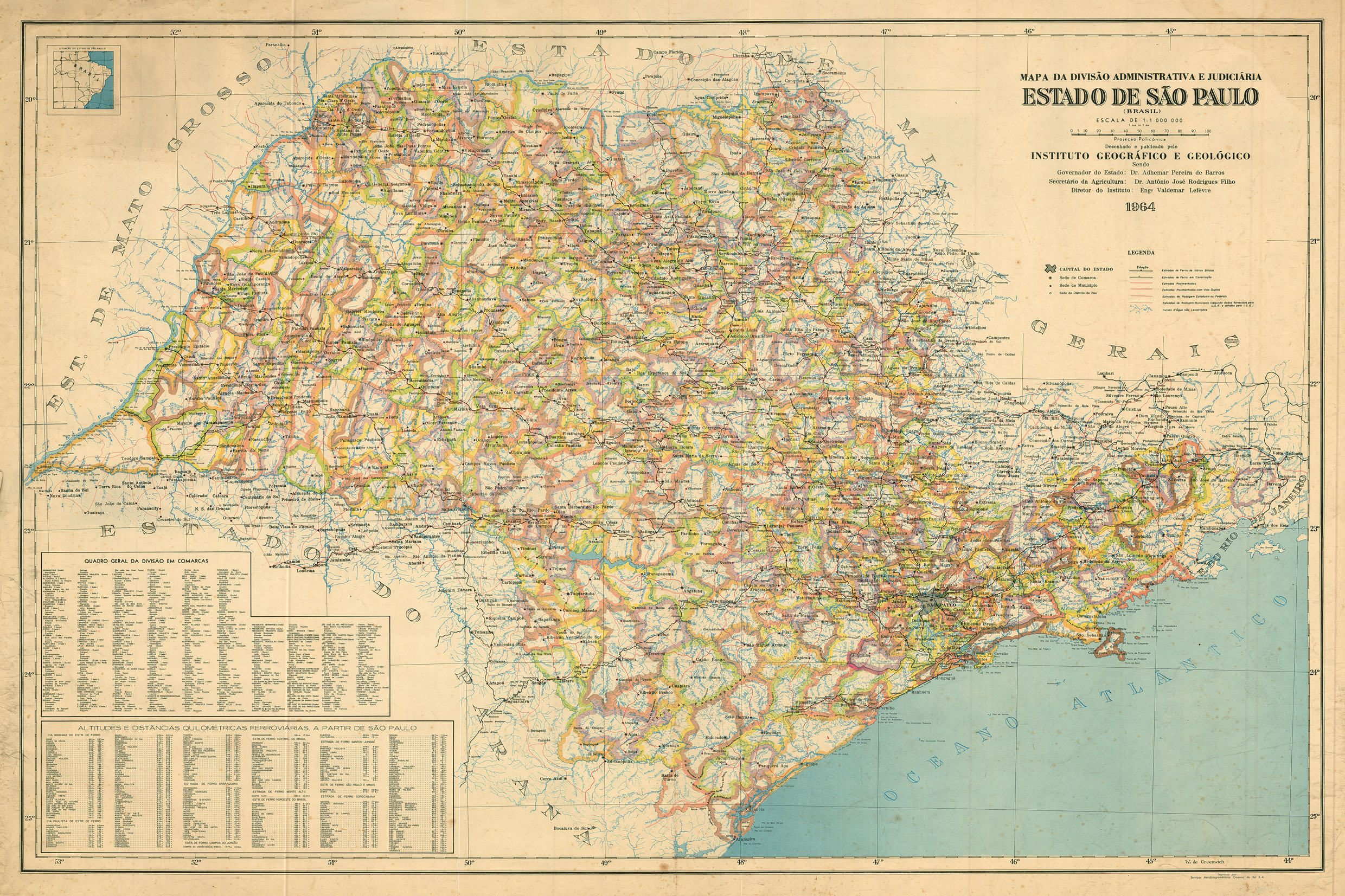
Estado de São Paulo (1964).

Existia no município de São Francisco o então distrito de Dirce Reis que em 9 de janeiro de 1990 obteve autonomia político-administrativa, tornando-se município.

## Demografia

### População
| Crescimento populacional                             | Crescimento populacional | Crescimento populacional | Crescimento populacional |
| Ano                                                  | População Total          |                          | %±                       |
| ---------------------------------------------------- | ------------------------ | ------------------------ | ------------------------ |
| 1970                                                 | 6 595                    |                          | —                        |
| 1980                                                 | 4 613                    |                          | −30,1%                   |
| 1991                                                 | 4 445                    |                          | −3,6%                    |
| 2000                                                 | 2 863                    |                          | −35,6%                   |
| 2010                                                 | 2 793                    |                          | −2,4%                    |
| 2022                                                 | 2 602                    |                          | −6,8%                    |
| Est. 2024                                            | 2 629                    | [ 6 ]                    | 1,0%                     |
| Fontes: Censos Demográficos IBGE e Estimativas SEADE |                          |                          |                          |

### Dados demográficos
Dados do Censo - 2010
População total: 2.793
- Urbana: 2.167
- Rural: 626
- Homens: 1.400[10]
- Mulheres: 1.393

Densidade demográfica (hab./km²): 36,94

## Geografia
Localiza-se a uma latitude 20º21'33" sul e a uma longitude 50º41'48" oeste, estando a uma altitude de 402 metros.

### Hidrografia
- Ribeirão dos Coqueiros

### Clima
São Francisco possui um clima tropical semiúmido com inverno seco e verão chuvoso, com precipitações médias em torno de 1362mm. As temperaturas médias mínimas e máximas atingem, respectivamente, 17°C e 33,5°C, com oscilações bruscas durante o ano.

### Rodovias
- SP-563

## Infraestrutura

### Comunicações
O sistema de telefones automáticos foi inaugurado na cidade em 1985 pela Telecomunicações de São Paulo (TELESP), que também implantou o sistema de discagem direta à distância (DDD) em 1989 com o código de área (0176). Anteriormente a cidade era atendida pela Companhia de Telecomunicações do Estado de São Paulo (COTESP).
Na década de 90 o código DDD da cidade foi alterado para (017), para padronização do sistema telefônico com a telefonia celular que estava sendo implantada em todo o estado.

## Administração
- 1965 a 1968 - Edson Steluti
- 1969 a 1972 - João José de Paula
- 1973 a 1976 - José Nunes Pires
- 1977 a 1982 - Oscar Antônio da Costa / Guilhermino de Souza Lima (Dirce Reis)
- 1983 a 1988 - Reinaldo dos Santos
- 1989 a 1992 - Guilhermino de Souza Lima (Dirce Reis)
- 1993 a 1996 - Natanael Valera
- 1997 a 2000 - José Carlos Sabadini
- 2001 a 2004 - Natanael Valera
- 2004 a 2008 - Natanael Valera
- 2009 a 2012 - Sebastião de Oliveira Baptista
- 2013 a 2016 - Mauricio Honório de Carvalho
- 2017 a 2020 - Mauricio Honório de Carvalho
- 2021 a 2024 - Sebastião de Oliveira Baptista

## Economia
A agropecuária é a base da economia local. O município conta com vários pequenos e médios produtores rurais, o cultivo de frutas cítricas (laranja e limão) e sementes para pastagem se destacam junto com a criação de bovinos e suínos para a indústria de alimentos e laticínios.

## Religião
O Cristianismo se faz presente na cidade da seguinte forma:

### Igreja Católica
- A igreja faz parte da Diocese de Jales.[15]

### Igrejas Evangélicas
- Assembleia de Deus Ministério do Belém.[16][17]
- Congregação Cristã no Brasil.[18]